# Tristachya rehmannii
Tristachya rehmannii är en gräsart som beskrevs av Eduard Hackel. Tristachya rehmannii ingår i släktet Tristachya och familjen gräs. Inga underarter finns listade i Catalogue of Life.